# Pennella filosa
Pennella filosa är en kräftdjursart som först beskrevs av Carl von Linné 1758.  Pennella filosa ingår i släktet Pennella och familjen Pennellidae. Inga underarter finns listade i Catalogue of Life.